# Marie Bäumer
Marie Bäumer (7 de mayo de 1969, Düsseldorf como Henrike Marie Bäumer) es una actriz alemana.

## Biografía
Marie Bäumer es hija de un arquitecto y un psicoterapeuta y, aunque nació en Renania del Norte-Westfalia, fue en Hamburgo donde creció, asistiendo primero al Gymnasium Blankenese y terminando su educación secundaria en una institución que practica la pedagogía Steiner-Waldorf. Su formación como actriz comenzó en 1992 en la Scuola Teatro Dimitri de Verscio, Tesino, y en el estudio 033 de Hamburgo (Hochschule für Musik und Theatre Hamburg). Ya en ese momento logró abrirse paso gracias a la comedia cinematográfica de Detlev Buck Männerpension. Por su papel en Hello Aangustia de Oskar Roehler, en 2002 recibió el premio a la Mejor Actriz en los Bavarian Film Awards (Bayerischer Filmpreis) y los German Film Critics Awards (Preis der deutschen Filmkritik). Además, debido a cierto parecido, algunos críticos la comparan con Romy Schneider. En 2002, también interpretó el papel de Caroline Bonaparte en la miniserie Napoleón. En el drama alemán de Nicolai Rohde 10 Seconds to the Crash estrenado en 2008, Marie Bäumer interpreta a Franziska Hofer, esposa del controlador de tráfico aéreo Markus Hofer, coresponsable de un accidente aéreo.
Paralelamente a su actividad cinematográfica, sigue ejerciendo en el teatro: interpreta así en 1995 Menschenhaß und Reue, una obra dirigida por Dieter Löbsch en el Theatre im Zimmer de Hamburgo; en 1996 actuó en el Theatre im Kampnagel en la obra Silikon, dirigida por Falk Richter. En 2007, en la convocatoria del Festival de Salzburgo, interpretó a la Maestra en la obra Jedermann de Hugo von Hofmannsthal.
En 2018, interpretó el papel de Romy Schneider en la película Trois jours à Quiberon.
Marie Bäumer tuvo un hijo con el actor Nicki von Tempelhoff de la que ella se separó en 2009 .
Desde 2007, vive en Saint-Didier, en Provenza.

## Filmografía

### Cine
- 1995: Detlev Buck 's Männerpension
- 1996: Sieben Monde de Peter Fratzscher
- 2001: Der Schuh des Manitu de Michael Herbig
- 2001: Ella - Herrscherin der Wüste de Timothy Bond
- 2002: Poppitz de Harald Sicheritz
- 2002: Viel passiert - Der BAP -Película (documental) de Wim Wenders
- 2003: Adán y Eva de Paul Harather
- 2003: Hola angustia (Der alte Affe Angst) de Oskar Roehler
- 2004: Los rebeldes de la granja.
- 2005: Club Swinger de Jan Schütte
- 2006: Los falsificadores de Stefan Ruzowitzky
- 2007: Armin por Ognjen Sviličić
- 2008: 10 segundos hasta que Nikolai Rohde se estrella: Franziska Hofer
- 2009: Mitte Ende August de Sebastian Schipper
- 2014: Zum Geburtstag, dirigida por Denis Dercourt
- 2015: En équilibre por Denis Dercourt[3]
- 2018: Tres días en Quiberon de Emily Atef[4]

### Televisión
- 1994: Das Schwein – Eine deutsche Karriere de Ilse Hofmann
- 1995: Fünf Millionen und ein paar Zerquetschte por Andy Bausch
- 1996: Kalte Küsse de Carl Schenkel
- 1997: König auf Mallorca de Krystian Martinek
- 1998: Neonnächte de Peter Ily Huemer
- 1999: Latin Lover - Wilde Leidenschaft auf Mallorca de Oskar Roehler
- 2000: Krieger und Liebhaber de Udo Wachtveitl
- 2001: Resurrección de Vittorio y Paolo Taviani
- 2002: Napoleón de Yves Simoneau
- 2004: Wellen de Vivian Naefe
- 2005: Recuerdos dolorosos de Stefan Kohmer
- 2005: Heimliche Liebe - Der Schüler und die Postbotin de Franziska Buch
- 2005: Dresden de Roland Suso Richter
- 2007: Muttis Liebling de Xaver Schwarzenberger
- 2007: Alte Freunde de Friedemann Fromm
- 2009: Haus und Kind de Andreas Kleinert
- 2010: Die Grenze de Roland Suso Richter
- 2010: Der letzte Weynfeldt de Alain Gsponer
- 2012: El hijo de nadie de Urs Egger
- 2014: Intime Conviction de Rémy Burkel
- 2015: Carta a mi vida de Urs Egger
- 2016: Zwei im Wilden Westen de Wolf von Truchsess, Petra Maier y Felicitas Hammerstein
- 2016: Gotthard de Urs Egger.
- 2017: Ferien vom Leben de Sophie Allet-Coche
- 2018: The Team de Kasper Gaardsøe.

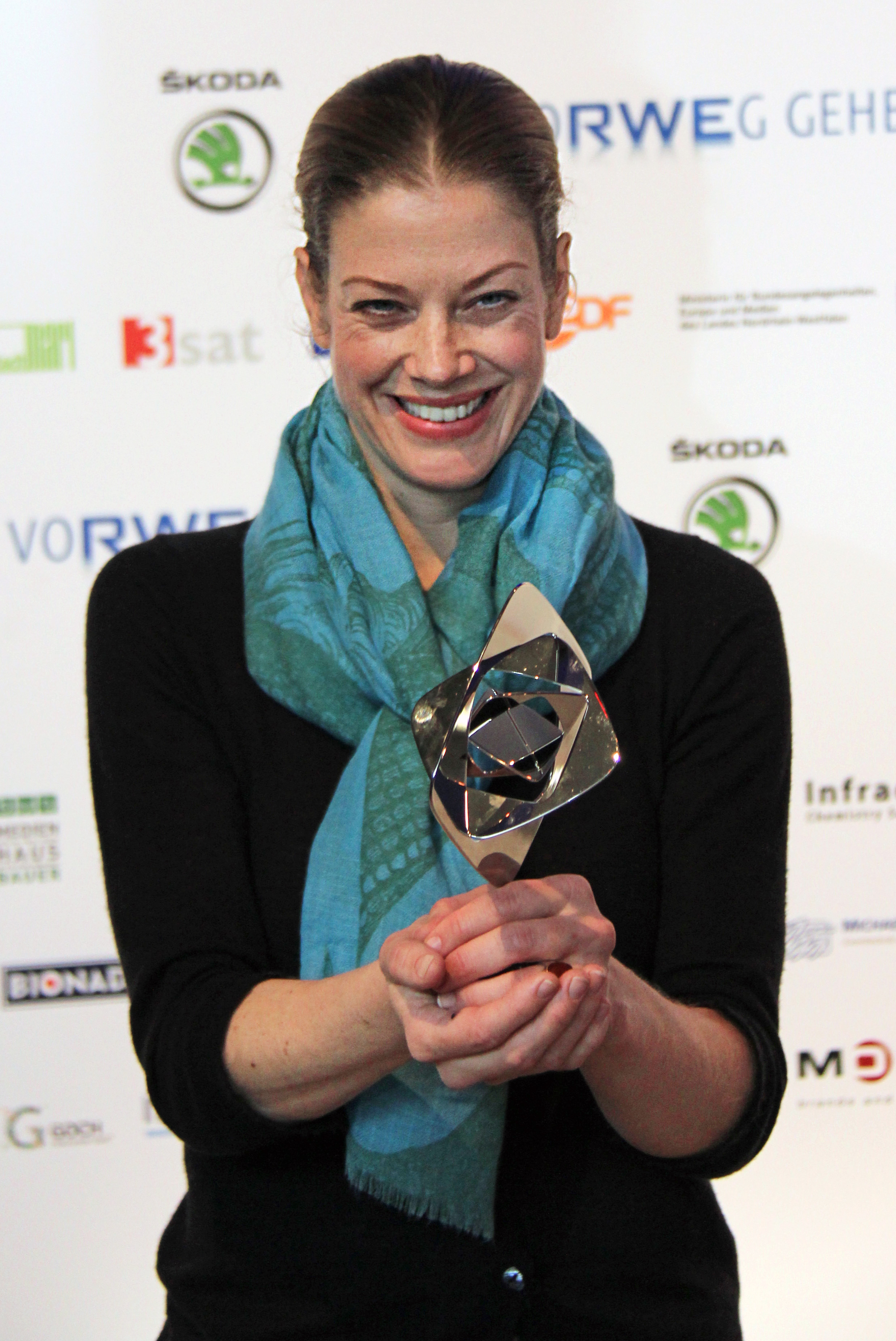
Marie Bäumer con el premio Grimme en 2011.

## Premios
- 2002: Premios Júpiter - Mejor actriz alemana por Quién puede salvar el salvaje oeste?
- 2002: Bavarian Film Prize ( Bayerischer Filmpreis) como Mejor Interpretación como “Marie» en la película Hola ansiedad
- 2003: Premio de la Crítica Cinematográfica Alemana (Preis der deutschen Filmkritik) como Mejor Intérprete
- 2006: Premios Júpiter - Mejor actor de televisión por Ein toter Bruder
- 2018: premio a la interpretación femenina en el Festival 2 Valenciennes por Trois jours à Quiberon.
- 2018: Deutscher Filmpreis a la mejor actriz por Tres días en Quiberon .
- 2019: Lola a la mejor actriz por Trois Jours à Quiberon